# گرودا، دانیلوگراد
گرودا (به لاتین: Gruda) یک منطقهٔ مسکونی در مونته‌نگرو است که در شهرداری دانیلوگراد واقع شده‌است. گرودا ۱۶۷ نفر جمعیت دارد.